# Đại học Khoa học và Công nghệ AGH
Đại học Khoa học và Công nghệ AGH  (Ba Lan Akademia Górniczo-Hutnicza im. Stanisława Staszica) là một trường đại học kỹ thuật ở Ba Lan, nằm ở Kraków. Trường đại học được thành lập vào năm 1919, và trước đây được gọi là Đại học Khai thác và Luyện kim. Nó có 15 khoa và một trường học, dự kiến sẽ trở thành một khoa trong tương lai gần.

## Lịch sử
Tại hội nghị của các nhà khai thác mỏ và luyện kim Ba Lan được tổ chức tại Kraków vào ngày 24 tháng 2 năm 1912, một nghị quyết đã được thông qua cho thấy sự cần thiết của trường đại học đào tạo khai thác mỏ. Một chiến dịch hỗ trợ đã được bắt đầu tại Quốc hội Áo-Hung. Bộ Công chính đã đồng ý thành lập Học viện vào năm 1912, tháng 4 năm 1913, Ban tổ chức được bổ nhiệm và ngày 31 tháng 5 năm 1913, Học viện Khai thác được chính thức thành lập. Các địa điểm để xây dựng tòa nhà đã được chọn và cuộc thi cho các thiết kế kiến trúc được công bố.
Học viện khai trương vào ngày 1 tháng 10 năm 1919 tại Cộng hòa thứ hai Ba Lan có chủ quyền. Ban đầu 80 sinh viên bắt đầu giáo dục tại Khoa mới thành lập. Khoa Luyện kim đã được thành lập năm 1922. Năm 1939, Học viện có khoảng 600 sinh viên và 30 giáo sư.
Từ năm 1919 đến 1939, tổng cộng 797 kỹ sư khai thác và luyện kim đã tốt nghiệp Học viện, và khoảng 100 văn bằng nước ngoài đã được chính thức công nhận. Các sinh viên tốt nghiệp đã đảm nhận các chức vụ cao trong ngành công nghiệp Ba Lan, đặc biệt là ở Upper Silesia và các trung tâm công nghiệp khác.
Khi bắt đầu Thế chiến II, trong thời kỳ Sonderaktion Krakau, 22 giáo sư và trợ lý giáo sư của Học viện đã bị chính quyền Đức bắt giữ và đưa đến trại tập trung Sachsenhausen. Tòa nhà chính được sử dụng bởi chính phủ Đức của lãnh thổ Ba Lan bị chiếm đóng. Tuy nhiên, một phần của Học viện vẫn giữ được vị thế và trở thành trung tâm giảng dạy ngầm, mang tính sống còn cho tương lai của Học viện.
Sau chiến tranh, một nhóm các giáo sư, nhân viên và sinh viên đã đòi lại tòa nhà chính đổ nát của Học viện và hơn 500 sinh viên bắt đầu các khóa học. Năm 1946, các khoa mới được mở ra: Khoa Địa chất và Khảo sát, và Khoa Gốm sứ, mở rộng chương trình của Học viện. Năm 1949, Học viện được đổi tên thành Học viện (sau này là Đại học) về Khai thác và Luyện kim.
Dưới thời chủ nghĩa Stalin và cho đến năm 1956, Học viện được hưởng các quyền tự do nhất định với chính quyền vẫn được bầu. Sau đó, quyền tự chủ và bầu cử đã bị đình chỉ trong hơn 10 năm. Năm 1969, trường đại học được đặt tên là Học viện Khai thác và Luyện kim Stanisław Staszic. Số lượng sinh viên đã tăng từ 2.000 người lên 13.000 người trong giai đoạn từ 1950 đến 1979.
Trong thời gian 80 năm (trừ những năm xảy ra chiến tranh), 73.085 sinh viên tốt nghiệp Đại học với bằng thạc sĩ hoặc kỹ sư. 3.607 người đã được cấp bằng Tiến sĩ Khoa học, 896 đã hoàn thành thành công trình độ sau tiến sĩ của Bác sĩ ổn định. Các nhà nghiên cứu AGH-UST đã xuất bản gần 60.000 bài báo và sách.

## Khoa

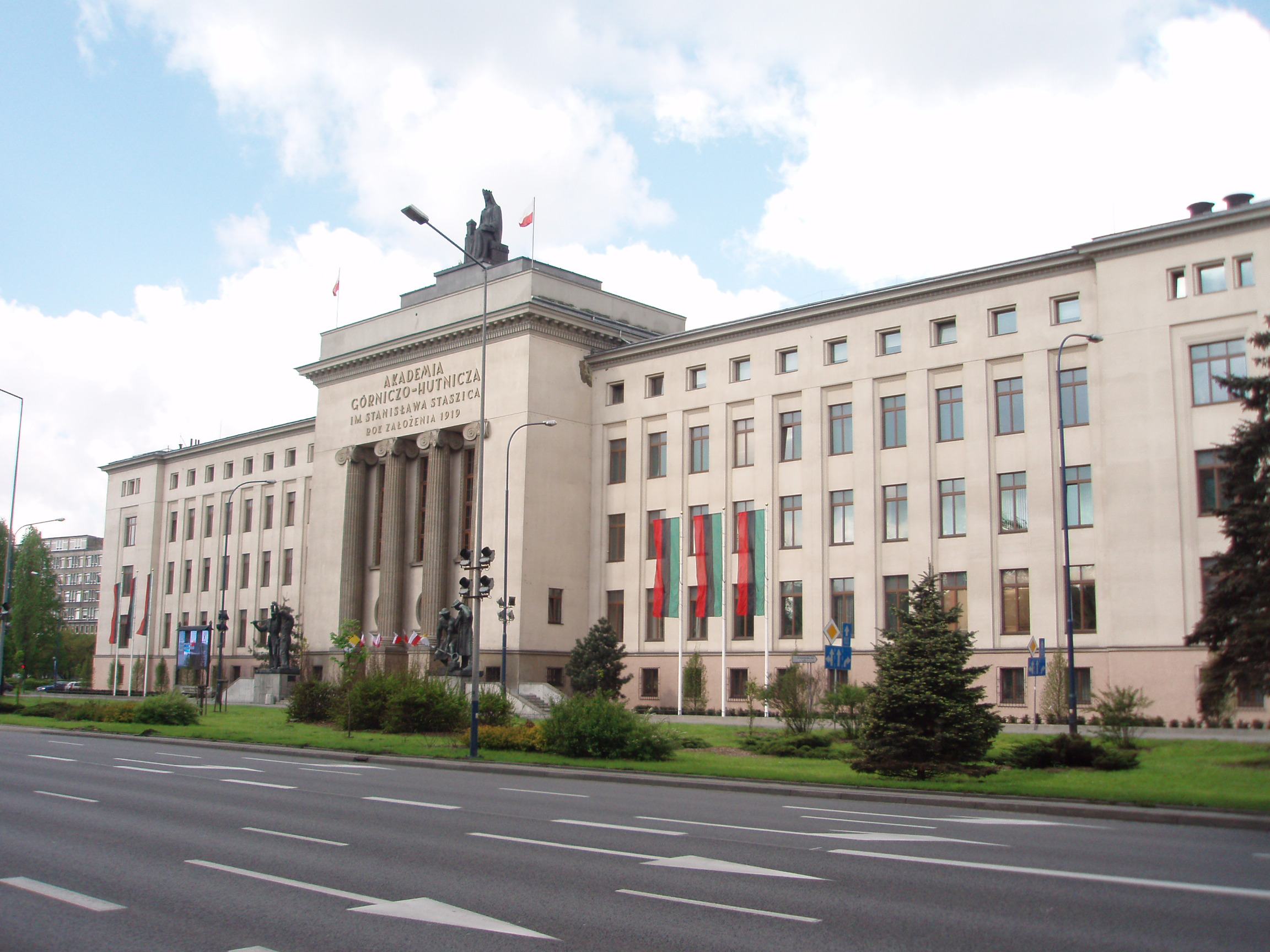
Tòa nhà AGH chính

- Khoa Khai thác và Kỹ thuật địa chất
- Khoa Kỹ thuật Kim loại và Khoa học Máy tính Công nghiệp
- Khoa Kỹ thuật Điện, Tự động, Khoa học Máy tính và Kỹ thuật trong Y sinh
- Khoa Cơ khí và Robotics
- Khoa Địa chất, Địa vật lý và Bảo vệ Môi trường
- Khoa Khảo sát khai thác mỏ và Kỹ thuật môi trường
- Khoa Khoa học Vật liệu và Gốm sứ
- Khoa Kỹ thuật đúc
- Khoa kim loại không chứa sắt
- Khoa Khoan, Dầu khí
- Khoa Quản lý
- Khoa Nhiên liệu và Năng lượng
- Khoa Vật lý và Khoa học Máy tính Ứng dụng
- Khoa Toán ứng dụng
- Khoa Nhân văn
- Khoa Khoa học Máy tính, Điện tử Viễn thông

## Xếp hạng
Trong bảng xếp hạng đại học Ba Lan được công nhận nhất do Rzeczpospono và tạp chí giáo dục Perspektywy thực hiện năm 2017, AGH đã được chọn là trường đại học tốt thứ sáu và là trường đại học kỹ thuật tốt thứ ba ở Ba Lan.
Trong một cuộc khảo sát do Newsweek ấn bản năm 2007, Đại học Khoa học và Công nghệ AGH đã được chọn là trường đại học kỹ thuật tốt thứ ba  và tốt thứ tư trong số tất cả các trường đại học Ba Lan.
Tham vọng của Đại học là cho phép sinh viên của mình lĩnh hội được kiến thức ở mức trung bình, được công nhận ở Ba Lan. Với mục đích này, các bước sau đây đã được giới thiệu: tăng cường học ngoại ngữ, nghiên cứu tổng hợp với bằng kép (ở AGH và một trường đại học ở nước ngoài), khả năng tổ chức đào tạo thực tế ở nước ngoài và điều chỉnh từng giáo trình.

## Cựu sinh viên đáng chú ý

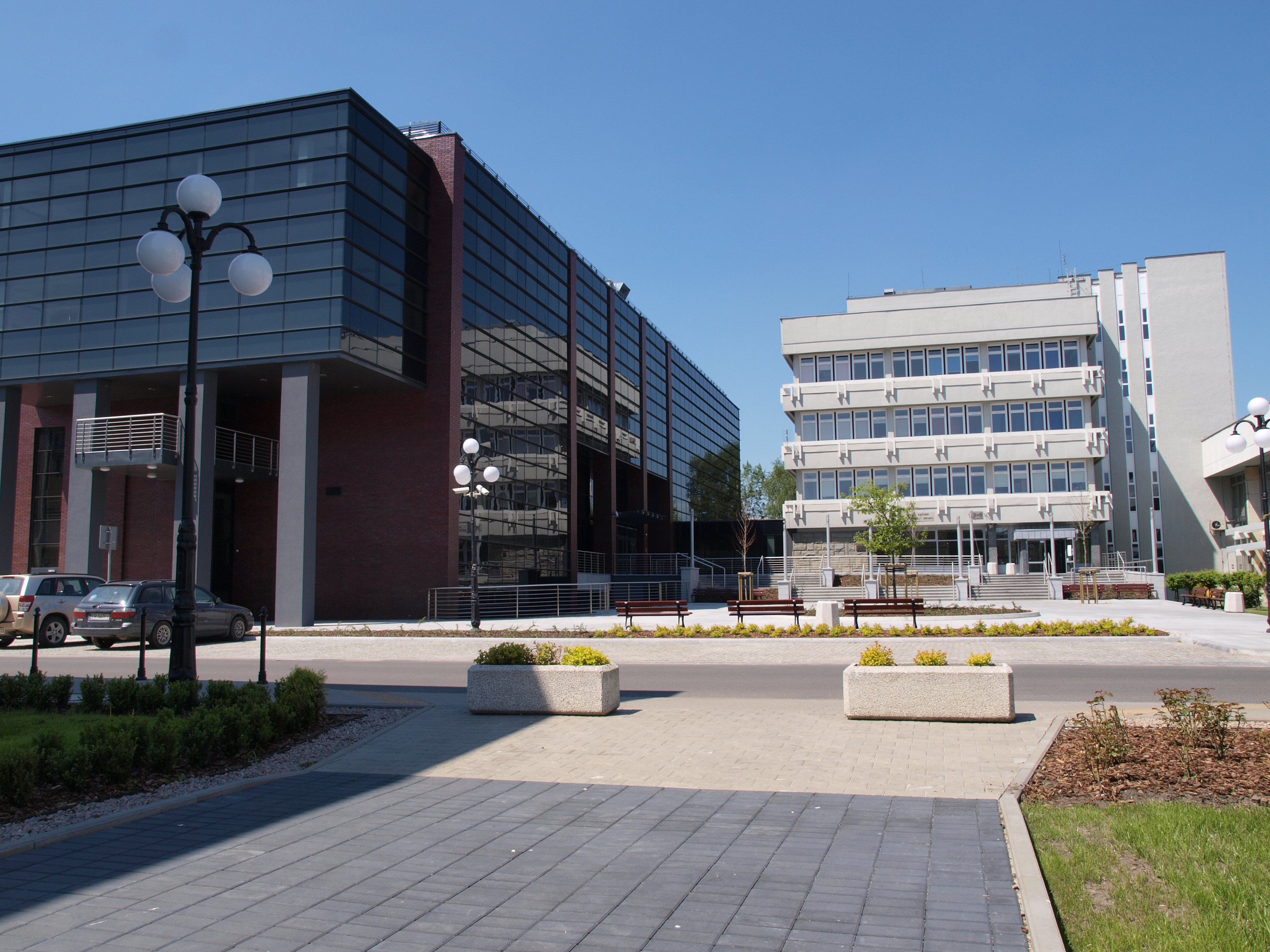
Khoa Kỹ thuật Vật liệu và Gốm sứ của Đại học Khoa học và Công nghệ AGH tại Krakow

- Andrzej Czerwiński (sinh năm 1954), chính trị gia
- Adam Dziewonski (1936-2016), nhà địa vật lý người Mỹ gốc Ba Lan, Giáo sư tại Đại học Harvard
- Aleksander Grad (sinh năm 1962), chính trị gia, cựu Bộ trưởng Bộ Tài chính Nhà nước
- Janusz Filipiak (sinh năm 1952), nhà khoa học máy tính, doanh nhân, người sáng lập Comarch
- Andrzej Jajszchot (sinh năm 1952), nhà khoa học, học thuật
- Wladyslaw Lizon (sinh năm 1954), chính trị gia người Canada, thành viên của Hạ viện Canada
- Jerzy Miller (sinh năm 1952), chính trị gia, cựu Bộ trưởng Bộ Nội vụ Ba Lan
- Jacek Rutkowski (1934-2016), nhà địa chất
- Marek Siwiec (b. 1955), nhà chính trị, thành viên của Nghị viện châu Âu, cựu Trưởng Cục An ninh Quốc gia Ba Lan
- Piotr Uszok (sinh năm 1955), chính trị gia, cựu Thị trưởng Katowice
- Herbert Wirth (sinh năm 1956), kỹ sư, nhà địa chất, cựu Giám đốc điều hành của Công ty KGHM
- Wiktor Zin (1925-2007), kiến trúc sư, họa sĩ đồ họa
- Mariusz Ziółko (1946), nhà toán học, kỹ sư